# Прожекторные войска

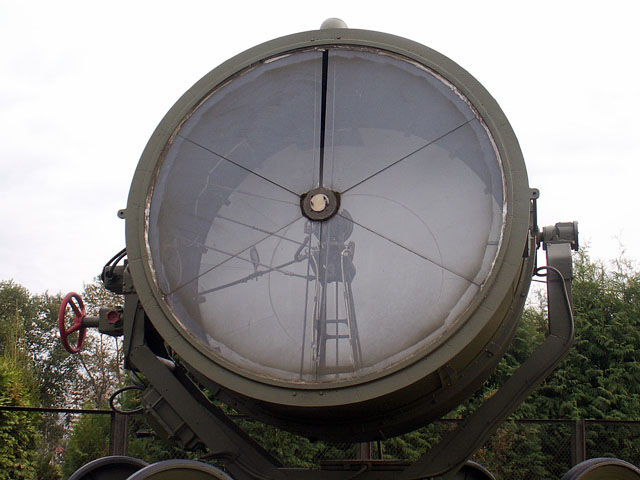
Зенитный прожектор типа 3-15-4Б, образца 1939 года, с дальностью действия около 12 километров, времён Великой Отечественной войны.

Прожекторные войска — исторический термин, под которым понимались специальные части, как правило в составе ПВО, основным назначением которых является боевое обеспечение действий истребительной авиации и зенитной артиллерии в ночных условиях.
Для этого их техническое оснащение включало в себя зенитные прожектора — станции-искатели (прожектора, аппаратно сопряжённые со звукоулавливателем-пеленгатором; автоматические сопроводители воздушных целей и т. п.).
Зенитные прожекторы нашли применение в целях утилитарного освещения крупных объектов. Например, ими освещались ракеты «Сатурн-5» на стартовой площадке космодрома на мысе Канаверал. Также они широко применялись для освещения в кинематографии (при съемке на натуре).

## История
В российских вооружённых силах (включая армию и флот) первые специальные команды, оснащённые прожекторной техникой появились при обороне Порт-Артура во время русско-японской войны 1904—1905 годов.
В годы первой мировой войны войсковые подразделения, оснащённые зенитной прожекторной техникой активно действовали в составе армий России, Германии, Франции и Великобритании. В 1915 году в состав отдельной зенитной батареи, обеспечивающей прикрытие императорской резиденции в Петрограде и Царском Селе были введены зенитные прожектора на автомобильных шасси.
После революции 1917 года, во время Гражданской войны и иностранной военной интервенции 1917—1922 гг., прожекторные подразделения в частях Красной Армии создавались по типовой структуре, доставшейся в наследство от царских вооружённых сил и на основе их материальной базы. Однако, начиная с 20-х годов XX века на вооружение начало поступать прожекторное оборудование отечественного производства.
С 1927 года начали создаваться зенитные прожекторные полки и отдельные зенитные прожекторные батальоны.
В зенитных артиллерийских полках появлялись зенитные прожекторные батальоны, а в отдельных дивизионах зенитной артиллерии — прожекторные роты. На вооружении каждой роты числилось три звукоулавливателя и девять прожекторов открытого типа 0-15-1 или 0-15-2. В соответствии с тогдашними тактическими представлениями предполагалось, что передняя линия прожекторов должна была быть расположена на таком расстоянии от границы зоны поражения зенитных батарей, чтобы артиллерия имела достаточный временной запас для подготовки к открытию огня по освещённым целям на предельной дальности. В целях поддержки ночных действий истребительной авиатехники зенитные полки создавали зенитные прожекторные поля.
В большинстве случаев прожекторные подразделения использовались для обеспечения противовоздушной обороны, однако в ряде операций Великой Отечественной войны Красная Армия задействовала их:
- для обеспечения наземной и береговой обороны (в сентябре-ноябре 1941 года в районе Тосно и торгового порта Ленинграда),
- для обеспечения противотанковой обороны (осенью 1941 года под Москвой и Тулой, летом 1942 года под Сталинградом),
- для освещения переднего края обороны противника при её прорыве и для обеспечения наступательных действий сухопутных войск в тёмное время суток (Берлинская операция 1945 года)
- для наблюдения за водными рубежами в окрестностях морских портов, контроля подступов к передовым позициям своих войск и т. п.[1][2]

К концу войны, в связи с заменой станций-искателей на радиолокационные станции, боевые возможности прожекторных войск резко возросли. Организационно их перевели в зенитные прожекторные полки и батальоны; в составе Московского фронта ПВО были сформированы зенитные прожекторные дивизии.
Всего к маю 1945 года зенитные прожекторные части советской ПВО составляли: 4 зенитные прожекторные дивизии (по 4 полка в каждой), 10 полков в составе зенитно-артиллерийских дивизий, 6 отдельных прожекторных полков и 22 отдельных прожекторных батальона. В послевоенные годы их численность колебалась в связи с непрерывными реорганизациями войск ПВО, с 1946 года шёл процесс их сокращения, а в 1948—1951 годах, напротив, их численность и боевой состав увеличивались.
С окончанием боевых действий тактика применения прожекторных войск продолжила своё совершенствование, а возросшие технические параметры прожекторной техники позволили выработать новые принципы обеспечения действий истребительной авиации в тёмное время суток. Например, помимо световых прожекторных полей появилась возможность создавать прожекторные зоны целеуказания.
В 1946 году прожекторные части были переведены в штат зенитных артиллерийских дивизий Сухопутных войск.
В Корейской войне принимали участие 1-й гвардейский, 10-й и 20-й отдельные зенитные прожекторные полки.
В 50-х годах началось массовое оснащение войсковых частей радиолокационным оборудованием, станциями орудийной наводки и станциями наведения истребительной авиации, которые обладали большой дальностью обнаружения воздушных целей и высокой точностью определения их координат. В связи с этим прожекторные войска постепенно утратили своё значение и в 1956—1958 годах были расформированы, а решение их задач стало прерогативой радиотехнических войск.